# Talmine
Talmine (în arabă طالمين) este o comună din provincia Adrar, Algeria.
Populația comunei este de 12.768 de locuitori (2008).